# Juan de Dios Doval Mateo
Juan de Dios Doval Mateo (Madrid, 1943 - San Sebastián, 1980) fue un político y profesor de la Facultad de Derecho de San Sebastián que fue asesinado por la banda terrorista ETA.

## Biografía
Juan de Dios Doval Mateo fue asesinado en San Sebastián el día 31 de octubre de 1980, tan sólo siete días después del asesinato de Jaime Arrese. Juan de Dios Doval, de 37 años de edad, era profesor de la Facultad de Derecho de San Sebastián. Además era miembro del Comité Ejecutivo de UCD en Guipúzcoa y ocupaba el segundo puesto en la lista de su formación en las elecciones al Parlamento Vasco. Estaba casado y era padre de dos hijos. 

### Asesinato
Minutos antes de las 9:00 del día 31 de octubre de 1980, Juan de Dios Doval salió de su domicilio y se dispuso a coger su automóvil rumbo a la Facultad de Derecho donde era docente. Tras montar en su coche, un Simca 1200 de color azul, dos jóvenes armados con pistolas y a cara descubierta se acercaron a Juan y uno de ellos sacó de su anorak una pistola con la que le disparó varias veces, alcanzándole tres, para después darse a la fuga. Una ambulancia trasladó a la víctima a la residencia sanitaria de la Seguridad Social Nuestra Señora de Aránzazu. Allí sólo se pudo certificar su fallecimiento.
El sacerdote jesuita Antonio Beristain, compañero de Doval en la universidad, contó en Gaceta Universitaria que Doval, la víspera de su muerte, le dijo a su secretaria: “Reza por mí”. Ella le recomendó que abandonara, pero replicó: “No quiero que mis hijos piensen que soy un cobarde.” El día posterior a su asesinato se paró la actividad de la Facultad de Derecho y unos 300 alumnos y profesores se manifestaron de forma silenciosa desde la facultad hasta la Diputación Foral de Guipúzcoa.
Los terroristas habían robado sobre las 8.30 a punta de pistola un coche. Dos asaltantes se subieron al vehículo, quedándose uno de ellos en la parte trasera junto a su propietario, a quien habían obligado a desplazarse. El propietario fue encadenado en un descampado de la capital, no sin antes advertirle de que no avisara a la policía hasta tres horas después.
El mismo día del atentado ETA político-militar reivindicó la autoría del mismo mediante un comunicado. En lo que respecta a los asesinos, tan sólo se conoce que los dos procesados por este asesinato, José María Salegui Zuloaga y Luis Francisco Amezaga Mendizábal fueron absueltos por la Audiencia Nacional en 1982, sin que exista condena alguna por el asesinato de Juan de Dios Doval.

## Obras
La revisión civil (1979).